# Jahrbuch über die Fortschritte der Mathematik

Das Jahrbuch über die Fortschritte der Mathematik war international das erste umfassende Referateorgan in der Geschichte der Mathematik. Es enthält Informationen über fast alle Publikationen in der Mathematik und ihren Anwendungsgebieten aus dem Zeitraum 1868 bis 1942. Das Jahrbuch wurde 1868 von den Mathematikern Carl Ohrtmann (1839–1885) und Felix Müller (1843–1928) gegründet, es erschien bis auf einige Ausnahmen jährlich, und enthielt pro Jahr zunächst von anfangs 880 Literaturhinweisen (1868) bis zu 7000 Literaturhinweise in der Spätphase (1930). Die Referate wurden zum Teil von berühmten Mathematikern wie Felix Klein, Sophus Lie, Richard Courant oder Emmy Noether geschrieben.
Im Zweiten Weltkrieg wurde das Erscheinen des Jahrbuchs eingestellt. Das Konzept war durch seine dokumentarische Vollständigkeit geprägt. Es erschien erst dann, wenn alle Arbeiten eines Jahrgangs vollständig bearbeitet waren. Das wurde später mit einem großen Verlust an Aktualität erkauft. Seit 1931 gab es eine weitere Referatezeitschrift in Deutschland, das Zentralblatt für Mathematik und ihre Grenzgebiete, das das Jahrbuch an Schnelligkeit des Erscheinens übertraf und für die Referate auch andere Sprachen als Deutsch erlaubte. Mit der Machtübernahme von Hitler 1933 begann sowohl für das Jahrbuch als auch das Zentralblatt eine schwierige Zeit. Viele Redaktionsmitarbeiter wurden entlassen. Die Zahl der ausländischen Referenten wurde immer geringer. Während des Zweiten Weltkrieges unterstanden beide Referatezeitschriften, Jahrbuch und Zentralblatt einer gemeinsamen „Generalredaktion“. Nach dem Krieg konnte das Zentralblatt 1947 seine Arbeit wieder aufnehmen. Das Jahrbuch wurde aber nicht mehr neu aufgelegt.

## Elektronische Ausgabe
Im Rahmen des Projekts ERAM (Electronic Research Archiv for Mathematics) mit den Projektträgern Technische Universität Berlin, Niedersächsische Staats- und Universitätsbibliothek Göttingen und Fachinformationszentrum Karlsruhe wurden von 1998 bis 2006 sämtliche Daten aus dem gedruckten Jahrbuch in einer Datenbank neu erfasst sowie ergänzt und bearbeitet. Finanziell unterstützt wurde das Projekt durch die Deutsche Forschungsgemeinschaft (DFG). Zunächst wurden die Inhalte des Jahrbuchs in eine vorläufige Datenbank übertragen, wobei die Struktur so eingerichtet wurde, dass eine Kombination mit den Daten des Zentralblatt MATH möglich war.
Um den Erfordernissen einer modernen Literaturdatenbank zu genügen, wurden außerdem Klassifikationen gemäß Mathematical Subject Classification, Keywords und Titelübersetzungen ins Englische hinzugefügt. Diese Arbeit an der inhaltlichen Erschließung wurde von mehr als 50 ehrenamtlich mitarbeitenden Experten aus aller Welt geleistet und ist noch nicht abgeschlossen. Ergänzend enthält die Datenbank Links auf Volltexte, digitalisiert von verschiedenen Digitalisierungszentren in Deutschland (Göttingen), Frankreich (Gallica, NUMDAM) und den USA (Cornell, Michigan). Zunächst standen die Jahrbuch-Daten in einer eigenen Datenbank frei im Internet zur Verfügung. Im Jahr 2005 wurden sie auch in die Datenbank zbMATH des Zentralblattes (kostenpflichtig) eingespielt. Seit 2021 kann man in zbMATH (nun benannt mit dem Zusatz Open) ohne weitere Bezahlung recherchieren. zbMath open enthält die Jahrbuch-Daten von 1868 bis 1942, die bibliographischen Daten aus dem „Crelle Journal“ (Journal für die Reine und angewandte Mathematik) ab 1826, Daten aus dem arXiv preprints und natürlich die täglich aktualisierten Daten des Zentralblattes.

## Auszeichnung
- „The 2005 P-A-M Division Award for ERAM-The Research Archiv for Mathematics (The Jahrbuch Project)“ by the Special Libraries Association (Physics-Astronomy-Mathematic Division)